# Harald Pager
Harald Pager (30. prosince 1923 Rýmařov – 1. července 1985 Windhoek) byl německý grafik a badatel, který se věnoval dokumentaci skalních kreseb v Jižní Africe, konkrétně v Jihoafrické republice a v Namibii. Posledních deset let svého života na základě pověření Univerzity v Kolíně nad Rýnem studoval a dokumentoval petroglyfy v oblasti pohoří Brandberg v namibijském regionu Erongo.

## Stručný životopis
Harald Pager se narodil 30. prosince 1923 v Československu, v právnické rodině v severomoravském Rýmařově. V Rýmařově také chodil do školy a posléze, po zabrání Československa fašistickým Německem, byl jako mladík německé národnosti odveden do armády. Po skončení druhé světové války odešel do Rakouska, kde zpočátku pracoval jako dělník na stavbách. Když se mu podařilo našetřit dost peněz, přihlásil se na pětileté studium výtvarného umění na Univerzitě ve Štýrském Hradci.
V roce 1952, dva roky po skončení studií, se Harald Pager rozhodl odejít do Jižní Afriky. Usadil se v Johannesburgu, kde pracoval jako reklamní grafik a později se seznámil se svou budoucí ženou Shirley-Ann.

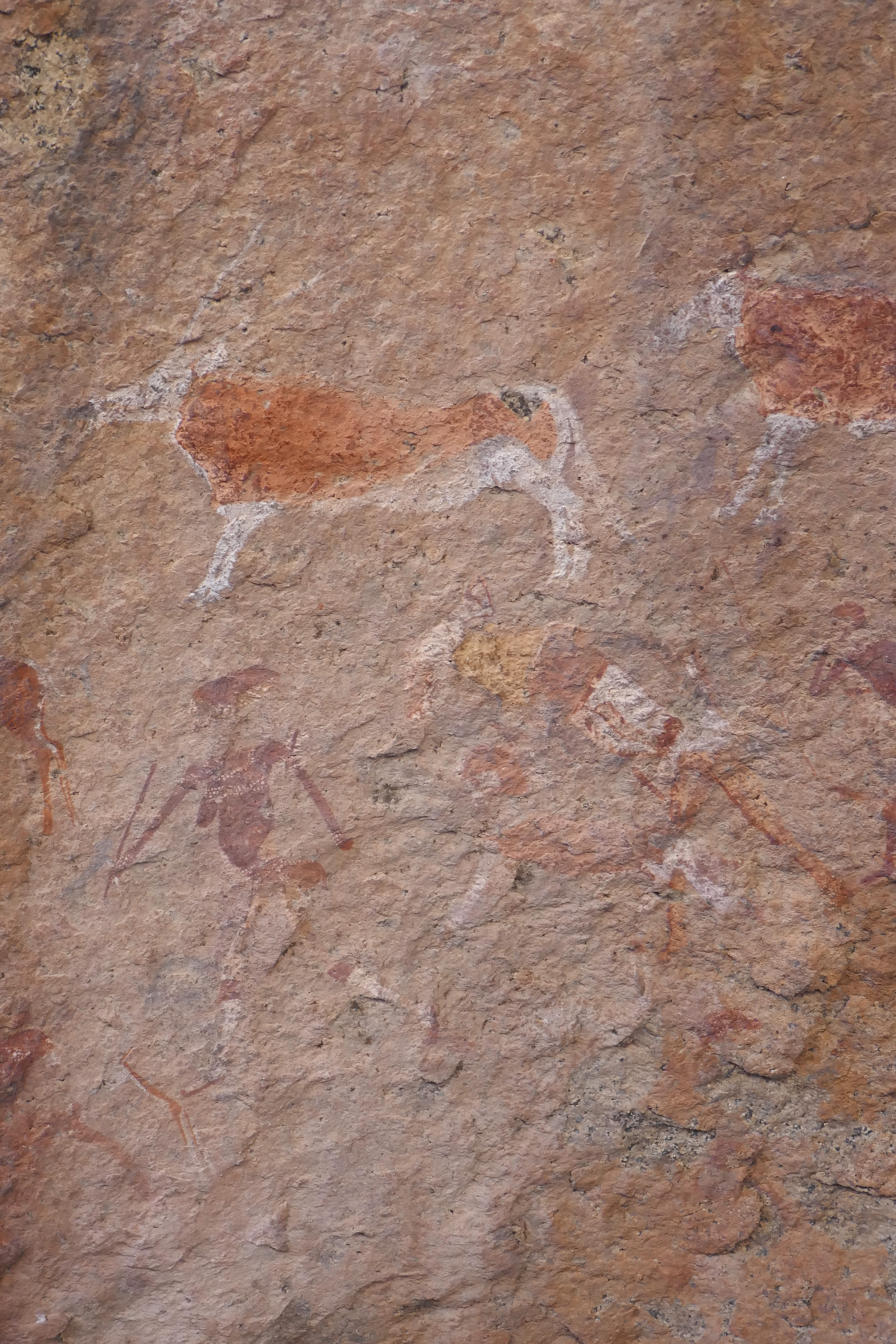
Jedna z tisíců skalních kreseb v namibijském Brandbergu

Život Haralda Pagera změnila více méně náhoda: v jednom johannesburském knihkupectví objevil publikaci o prehistorických skalních kresbách v oblasti Dračích hor. Informace, obsažené v knize, jej tak nadchly, že opustil svou práci v Johannesburgu a spolu s manželkou se vydal do Dračích hor, kde začal studovat a dokumentovat místní skalní kresby. Vyvinul při tom svou vlastní metodu dokumentování těchto prehistorických obrazů - napřed každý jejich detail pečlivě okopíroval a pak tyto černobílé kresby, velikostí kopírující předlohu, vybarvil olejovými barvami. V dobách, kdy neexistovala digitální fotografie a možnosti pořizování fotodokumentace byly do jisté míry technicky omezené, tak vznikl unikátní studijní materiál.
Tři roky práce v Dračích horách shrnul Harald Pager do své první publikace, nazvané "Ndedema. A documentation of the rock paintings of the Ndedema Gorge“ ("Ndedema. Dokumentace skalních maleb v rokli Ndedema"), která vyšla v roce 1971. V roce 1975 vydal další knihu "Stone Age. Myth and Magic as documented in the rock paintings of South Africa" ("Doba kamenná. Mýty a magie v jihoafrických skalních malbách").
Po vydání této druhé knihy obdržel Harald Pager nabídku Ústavu prehistorie a rané historie při Kolínské univerzitě, aby pro tuto vědeckou instituci zdokumentoval skalní malby v pohoří Brandberg v Namibii. Během následujících deseti let až do své smrti v roce 1985 Harald Pager v oblasti Brandbergu okopíroval 45 000 z celkového počtu přibližně 50 000 skalních kreseb, nalezených na 879 lokalitách. V důsledku onemocnění rakovinou Harald Pager zemřel v namibijském Windhoeku 1. července 1985. Heinrich Barth Institut z Kolína nad Rýnem vydal v letech 1989 až 2006 Pagerovo dílo, vytvořené v oblasti Brandbergu, v šesti svazcích pod souhrnným názvem "The Rock Paintings of the Upper Brandberg".

## Publikace
- 1971: Ndedema. A documentation of the rock paintings of the Ndedema Gorge.
- 1975: Stone Age. Myth and Magic as documented in the rock paintings of South Africa.
- 1989–2006: The Rock Paintings of the Upper Brandberg,
  - 1989: Bd. I.
  - 1993: Bd. II.
  - 1995: Bd. III.
  - 1998: Bd. IV.
  - 2000: Bd. V.
  - 2006: Bd. VI.